# 베네수엘라의 공휴일
베네수엘라의 공휴일은 다음과 같다.
| 날짜            | 공휴일 이름                             | 비 고                                  |
| --------------- | --------------------------------------- | -------------------------------------- |
| 1월 1일         | 새해 첫날                               |                                        |
| 1월 6일         | 주님 공현 대축일                        |                                        |
| 2~3월 중(이동)  | 사육제                                  | 재의 수요일 직전 월~화요일(2일 연휴)   |
| 3월 19일        | 성 요셉 대축일                          |                                        |
| 3~4월 중(이동)  | 성지주일 ~ 부활절                       | 8일 연휴                               |
| 4월 19일        | 독립 혁명 시작의 날                     |                                        |
| 5월 1일         | 노동절                                  |                                        |
| 5월 둘째 일요일 | 어머니날                                |                                        |
| 5~6월 중(이동)  | 주님 승천 대축일                        | 부활절로부터 39일 후에 해당하는 목요일 |
| 5~6월 중(이동)  | 그리스도의 성체 성혈 대축일             | 부활절로부터 60일 후에 해당하는 목요일 |
| 6월 셋째 일요일 | 아버지날                                |                                        |
| 6월 24일        | 세례자 요한 대축일·카라보보 전투 기념일 |                                        |
| 6월 29일        | 성 베드로와 성 바오로 사도 대축일       |                                        |
| 7월 5일         | 독립기념일                              |                                        |
| 7월 24일        | 시몬 볼리바르 생일                      |                                        |
| 8월 15일        | 성모 승천 대축일                        |                                        |
| 9월 둘째 월요일 | 코로모토 여인의 날                      |                                        |
| 10월 12일       | 콜럼버스의 날                           |                                        |
| 11월 1일        | 모든 성인 대축일                        |                                        |
| 12월 8일        | 원죄 없이 잉태되신 동정 마리아 대축일   |                                        |
| 12월 24일       | 크리스마스 이브                         |                                        |
| 12월 25일       | 크리스마스                              |                                        |
| 12월 31일       | 신년전야                                |                                        |